# O-fosfoserin sulfhidrilaza
O-fosfoserin sulfhidrilaza (EC 2.5.1.65, O-fosfoserin(tiol)-lijaza) je enzim sa sistematskim imenom O-fosfo-L-serin:vodonik-sulfid 2-amino-2-karboksietiltransferaza. Ovaj enzim katalizuje sledeću hemijsku reakciju
O-fosfo-L-serin + vodonik sulfid {\displaystyle \rightleftharpoons } L-cistein + fosfat
Ovaj enzim je piridoksal-fosfatni protein. Enzim iz Aeropyrum pernix deluje O-fosfo-L-serin i O3-acetil-L-serin, za razliku od enzima EC 2.5.1.47, cistein sintaze, koji deluje samo na O3-acetil-L-serin.

## Literatura
- Nicholas C. Price; Lewis Stevens (1999). Fundamentals of Enzymology: The Cell and Molecular Biology of Catalytic Proteins (Third изд.). USA: Oxford University Press. ISBN 019850229X.
- Eric J. Toone (2006). Advances in Enzymology and Related Areas of Molecular Biology, Protein Evolution (Volume 75 изд.). Wiley-Interscience. ISBN 0471205036.
- Branden C; Tooze J. Introduction to Protein Structure. New York, NY: Garland Publishing. ISBN 0-8153-2305-0.
- Irwin H. Segel. Enzyme Kinetics: Behavior and Analysis of Rapid Equilibrium and Steady-State Enzyme Systems (Book 44 изд.). Wiley Classics Library. ISBN 0471303097.
- William P. Jencks (1987). Catalysis in Chemistry and Enzymology. Dover Publications. ISBN 0486654605.

## Spoljašnje veze
- O-phosphoserine+sulfhydrylase на 